# Slag bij Kloster Kampen

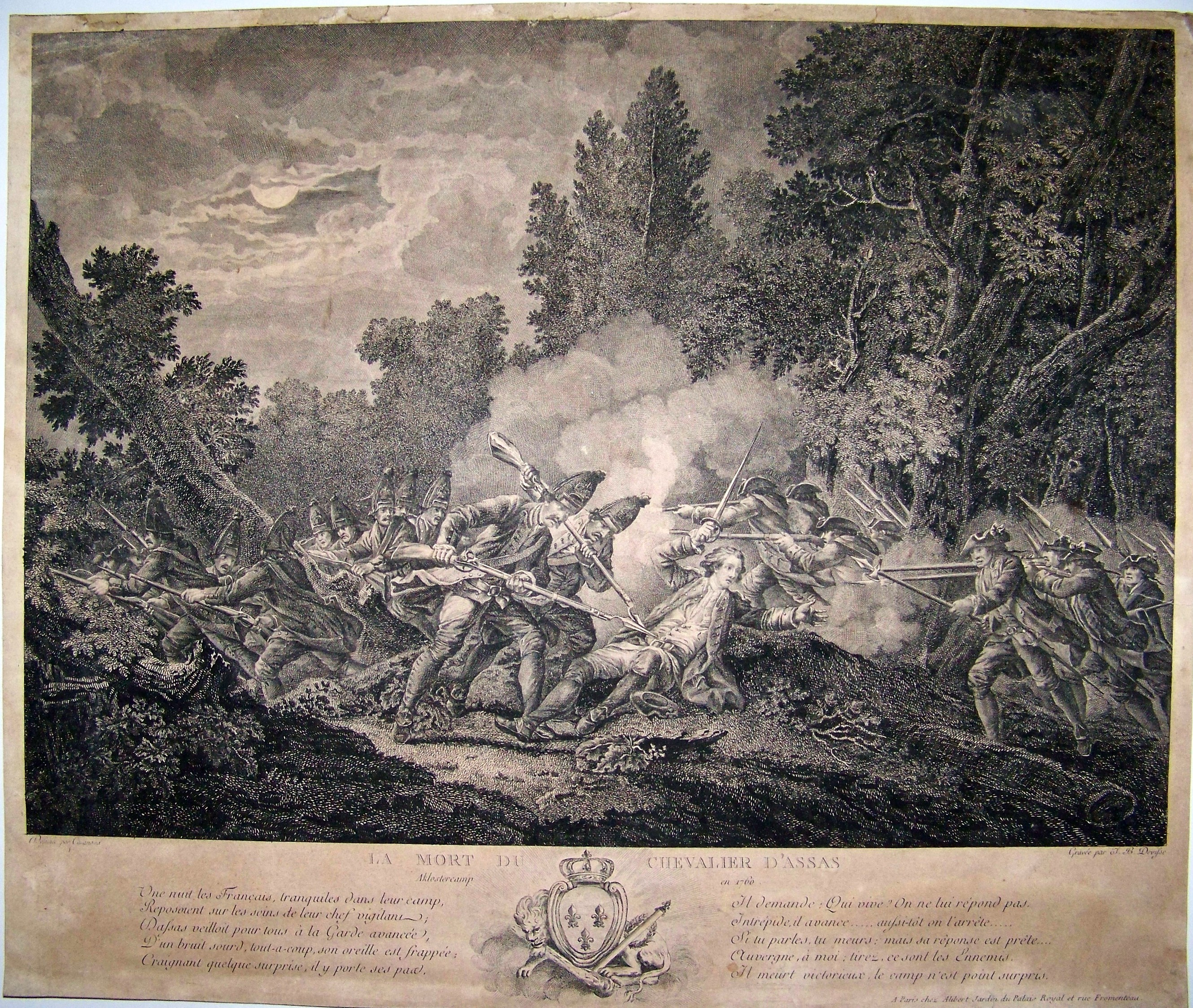
Ridder Louis d'Assas sneuvelt

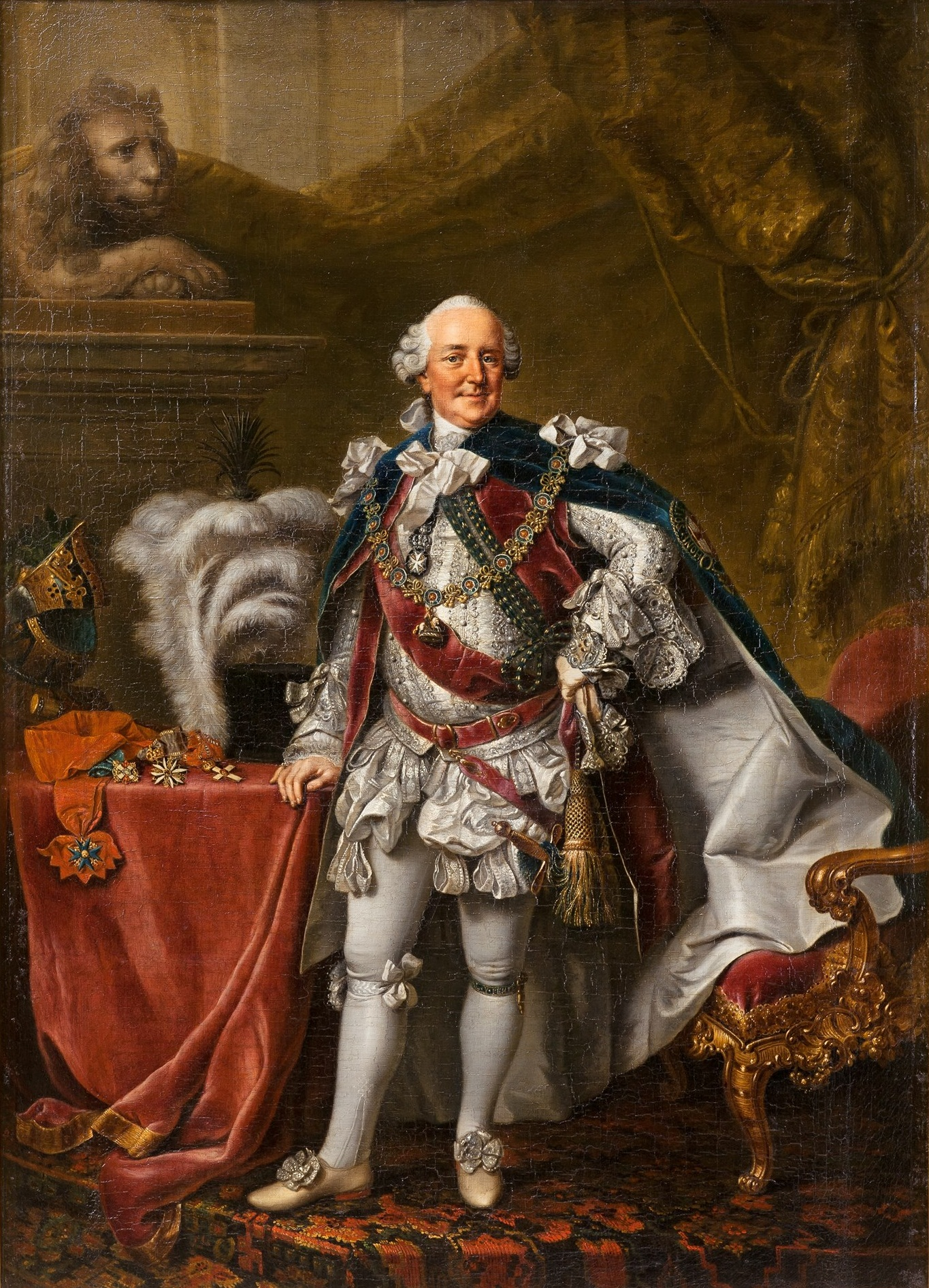
Hertog Ferdinand von Braunschweig-Wolfsbüttel

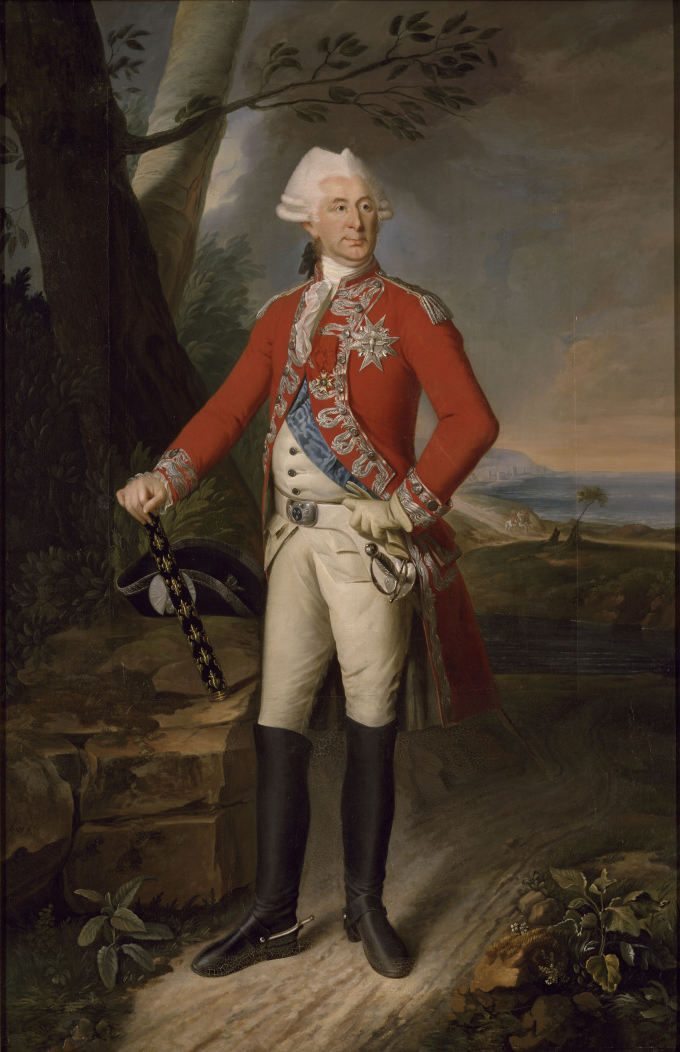
Markies Charles-Eugène La Croix de Castries

De Slag bij Kloster Kampen (of Kloster Kamp) in de buurt van Kamp-Lintfort was een tactische Franse overwinning op een Brits en geallieerd leger in de Zevenjarige Oorlog (1756-1763).

## Vooraf
Tijdens de herfst van 1760 zag hertog Ferdinand van Brunswijk, de bevelhebber van het geallieerde leger, dat de Fransen een bedreiging voor Hannover vormden. Om voor een afleiding te zorgen gaf hij twintigduizend man, onder leiding van de prins van Brunswijk, de opdracht om de aandacht van het Franse leger richting het westen te doen gaan.
De Franse commandant bereidde zich voor om de stad Wesel aan de oostelijke over van de Rijn te verdedigen. Daarvoor liet hij de brug over de Rijn, aan de monding van de Lippe, verbranden. Ondertussen zorgde Markies de Castries voor versterkingen voor het garnizoen.
De prins van Brunswijk zorgde voor een belegering van Wesel door het bouwen van twee pontonbruggen over de rivier. Hij besloot om de clash tussen zijn leger en de Fransen te laten plaatsvinden in de regio Kloster Kampen, ten westen van de rivier. Generaal-majoor George August Eliott leidde de voorhoede: 2 eskadrons Pruisische huzaren, de Koninklijke Dragonders, de Inniskilling Dragoons en de 87ste en 88ste Highlandse vrijwilligers. De grootste aanvallende macht bestond uit 2 bataljons van grenadiers, het 20ste en 25ste Foot, de 23ste Koninklijke Fuseliers, 2 bataljons Hannoveranen en 2 bataljons Hessen.
Achter dit hoofdgedeelte van het leger was nog een macht cavalerie, de 10de Dragonders, en tien eskadrons van de Hannoveraanse en Hessische cavalerie. Daarnaast was er ook een reserve-eenheid van de 11de, 33ste en 51ste Foot met vijf Hessische bataljons. Deze bevonden zich enkele mijlen achter het hoofdgedeelte van het leger.

## De slag
De strijd begon in het midden van de nacht toen de voorhoede de Fransen uit het klooster Kamp verdreef en daarbij ook de brug over het kanaal innam. De geluiden van de wapens, de Fransen boden verzet, zorgde ervoor dat het hoofdgedeelte van het Franse leger gealarmeerd werd. De ochtend brak aan toen de Britse en Duitse Foot-regimenten overgingen tot de aanval terwijl de Highlandse regimenten de Fransen in de flank aanvielen. De Fransen moesten zich terugtrekken.
Markies de Castries kwam terug met zijn reservetroepen en samen met de terugtrekkende regimenten lanceerde hij een tegenoffensief. De Franse aanval brak de Brits-Duitse formatie. Ze moesten zich terugtrekken over het kanaal. De geallieerde reserves werden oproepen, maar door de lange afstand duur het lang vooraleer ze aan het slagveld waren. De Fransen voerden hun aanval op.
Aan de westzijde van het kanaal leidde ene Eliott drie Britse cavalerieregimenten in een charge die de Franse opmars dusdanig verstoorde, dat de terugtrekkende geallieerde regimenten de noordelijke oever konden herwinnen. De reserves vormden een cordon, waardoor de terugtrekkende geallieerden konden hergroeperen. Op dat moment beval de Prins van Brunswijk dat de geallieerden zich moesten terugtrekken over de Rijn. Aangekomen bij de Rijn merkten de geallieerden dat hun pontonbrug, die nodig was voor de overtocht, weggevaagd was. Het bouwen van een nieuwe kostte twee dagen. De Franse volgden niet, waardoor de geallieerden hun terugtocht over de Rijn konden voltooien.

## Nasleep
De nederlaag van de geallieerden zorgde voor een grote teleurstelling in Groot-Brittannië. Velen hadden op beter nieuws gehoopt, gezien de forse uitbreiding van Frederiks leger. Dit leidde ertoe dat sommigen het leiderschap van Ferdinand in vraag stelden, hoewel Ferdinand in de minderheid was tijdens de slag van Kloster Kampen en een overwinning behaalde bij de Slag bij Warburg, de Slag bij Vellinghausen en de Slag bij Wilhelmsthal. Daarnaast bleef hij Hannover verdedigen om het zo te behoeden van een invasie.